# Grande Khingan
O Grande Khingan (chinês simplificado: 大兴安岭, chinês tradicional: 大興安嶺, pinyin: Dàxīng'ānlǐng; manchu: Amba Hinggan), é uma cordilheira de origem vulcânica na Mongólia Interior. Tem cerca de 1200 km de norte a sul, estreitando para sul, e divide as planícies do Nordeste da China do Planalto da Mongólia a oeste. A área tem uma altitude média de 1200 a 1300 metros, com o monte mais alto aos 2.035 metros.
A zona é densamente florestada. Como ecorregião, é notável pela flora do Transbaikal, de transição entre as floras siberiana e manchu.
Foi desta zona que os Khitan emergiram antes de ser estabelecida a Dinastia Liao no século X.